# Claudia Marx
Claudia Marx (Alemania, 16 de septiembre de 1978) es una atleta alemana, especialista en la prueba de Relevo 4 x 400 m, en la que ha logrado ser subcampeona mundial en 2001.

## Carrera deportiva
En el Mundial de Edmonton 2001 ganó la medalla de plata en el relevo de 4 x 400 metros, con un tiempo de 3:21.97 segundos, tras Jamaica y por delante de Rusia (bronce), siendo sus compañeras de equipo: Shanta Ghosh, Florence Ekpo-Umoh y Grit Breuer.